# Тамар (парк)
Парк Тамар (англ. Tamar Park, кит.: 添 馬 公園) — невеликий громадський парк, розташований в Гонконзі в діловому районі Адміралтейство (Центральний і Західний округ). Площа — 17,6 тис. м², займає близько 80 % всього мікрорайону Тамар, відкрився для громадськості 10 жовтня 2011 року, перебуває під управлінням Гонконзького департаменту дозвілля і культури. Є частиною проєкту розвитку Тамара (Tamar Development Project). До парку примикають Центральний урядовий офіс, комплекс Законодавчої ради і офіс голови Гонконгу.
Парк Тамар відкритий щодня цілодобово. Він відрізняється витонченою простотою і витриманий у дизайнерській концепції «нескінченного зеленого» («Perpetual Green», або «Land Always Green»). З парку відкривається панорамний вид на бухту Вікторія та південне узбережжя півострова Коулун. Просторі газони забезпечують відкритий простір у центрі щільно забудованого ділового та адміністративного району, що дозволяє відвідувачам здійснити пішу прогулянку, посидіти або полежати просто неба. У парку є також невеликий сад, водойма, плавуча платформа, амфітеатр і кафе.

## Історія
Проєкт розвитку Тамара (Tamar Development Project) оголосив керівник Гонконгу Дональд Цанг, який у своєму зверненні запропонував включити в 2006 фінансовий рік витрати на перенесення Центрального урядового офісу, комплексу Законодавчої ради і офісу голови Гонконгу в адміністративний мікрорайон Тамар (район Адміралтейство).
У британський період на цьому місці розташовувався штаб Британських закордонних сил у Гонконзі, який об'єднував командування Британською армією, Королівським флотом і Королівськими ВПС. До штабу примикала невелика якірна стоянка військових суден. Місце назвали на честь HMS Tamar — британського військового транспорту, який прибув до Гонконгу в 1897 році і залишався в британській колонії до японської окупації в грудні 1941 року (судно знищили свої, щоб уникнути захоплення й використання ворогом).

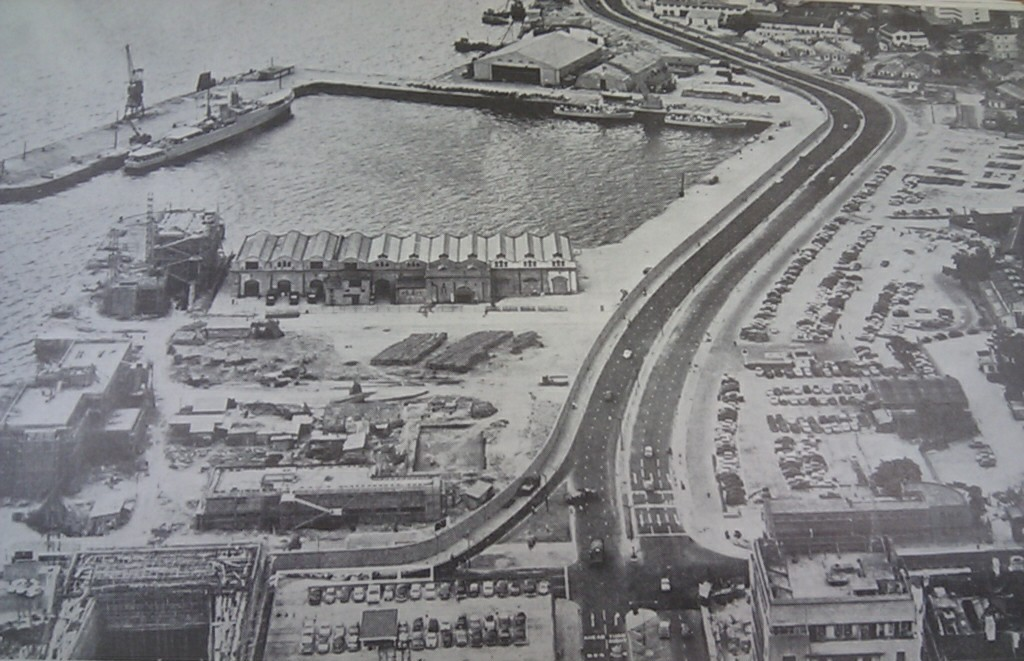
Тамар у 1950-х роках
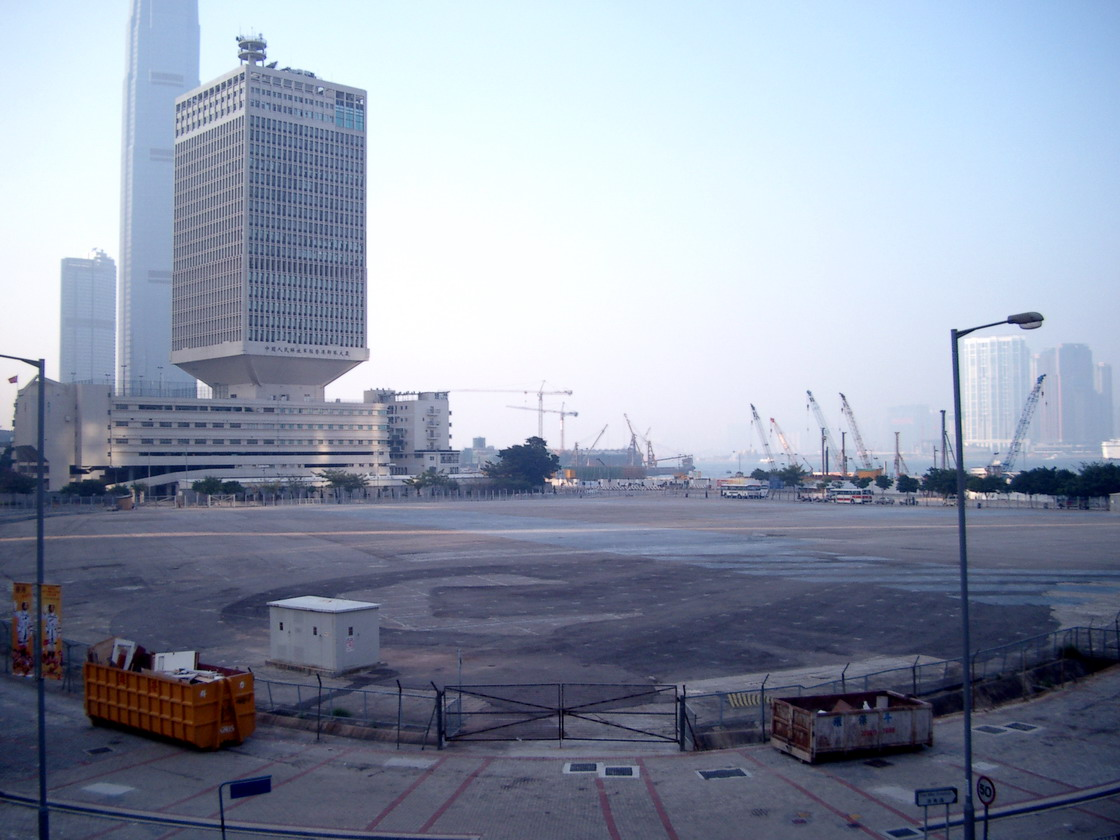
Тамар у 2005 році
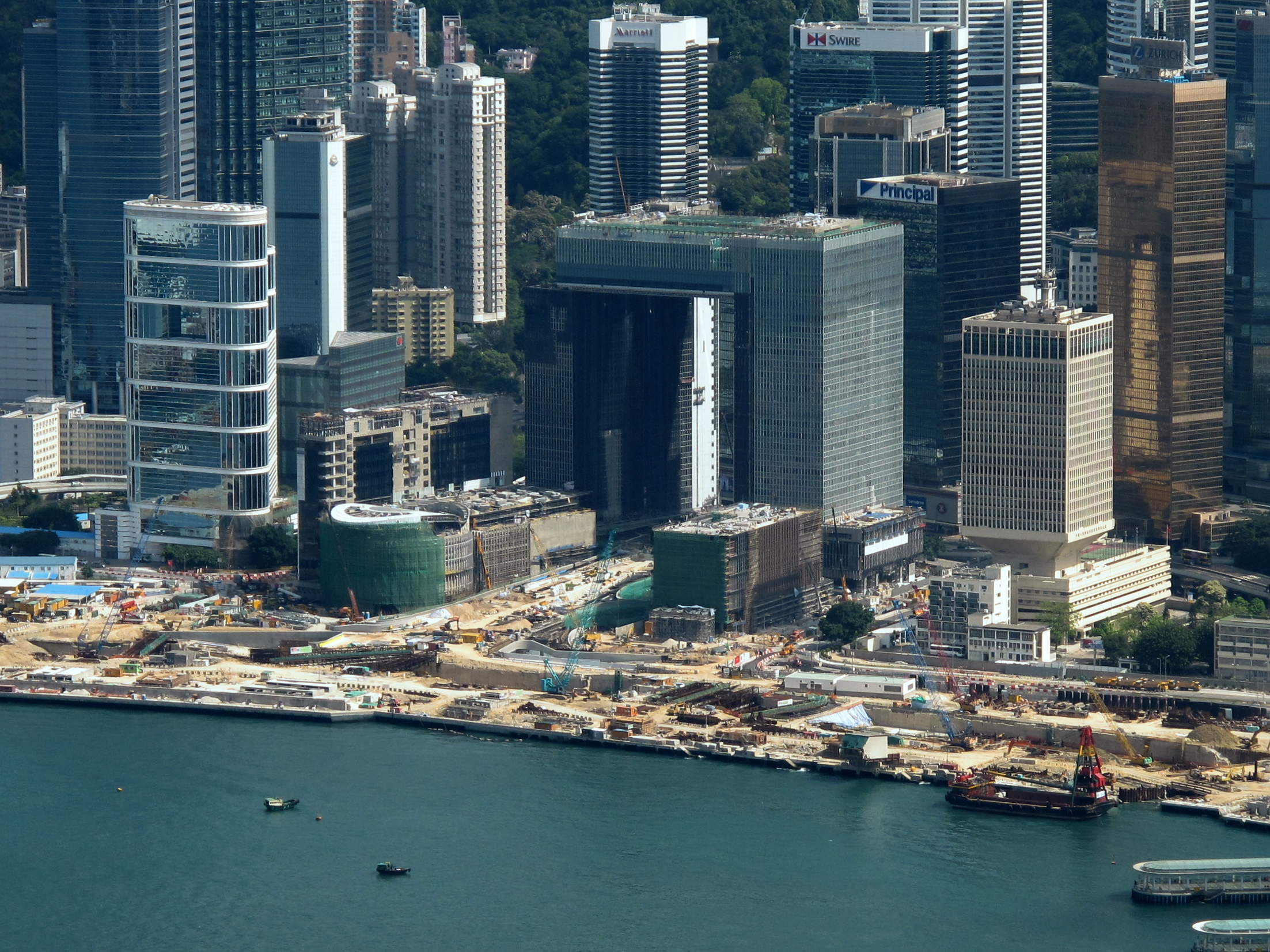
Тамар у 2011 році

У 1979 році на території військово-морської бази спорудили 28-поверховий будинок Принс-оф-Уелс-білдінг (Prince of Wales Building), в якому до 1997 року базувався штаб британських військ в Гонконзі, а нині розміщується штаб Гонконзького гарнізону Народно-визвольної армії Китаю (Chinese People's Liberation Army Forces Hong Kong Building). Навколо будівлі були Центральні армійські казарми, а ділянка майбутнього парку й урядового кварталу була великим пустирем, на якому проводилися багатолюдні заходи (виставки, ярмарки, музичні концерти, театральні та циркові виступи, кінофестивалі).
У березні 2007 року уряд представив чотири плани реконструкції урядового кварталу Тамар, які включали і створення громадського простору. Після затвердження остаточного проєкту в лютому 2008 року почалися будівельні роботи, в січні 2011 року урядовий комплекс був практично готовий, в серпні 2011 року віце-прем'єр Лі Кецян відкрив Центральний урядовий офіс, а в жовтні того ж року для публічного доступу був відкритий парк Тамар. З півночі до парку примикає променад, який тягнеться від Гонконзького центру конференцій і виставок до Міжнародного фінансового центру.

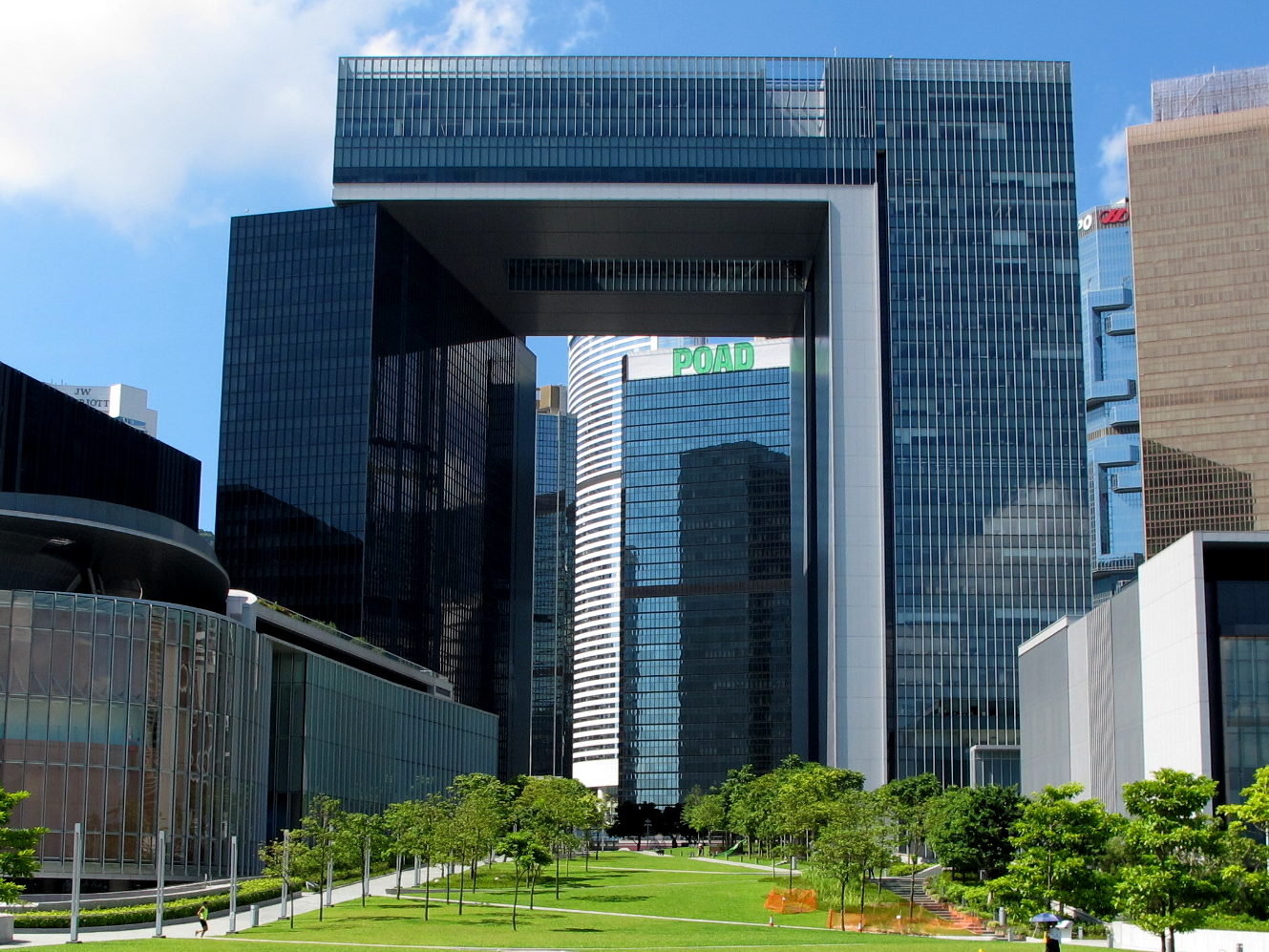
Центральний урядовий офіс
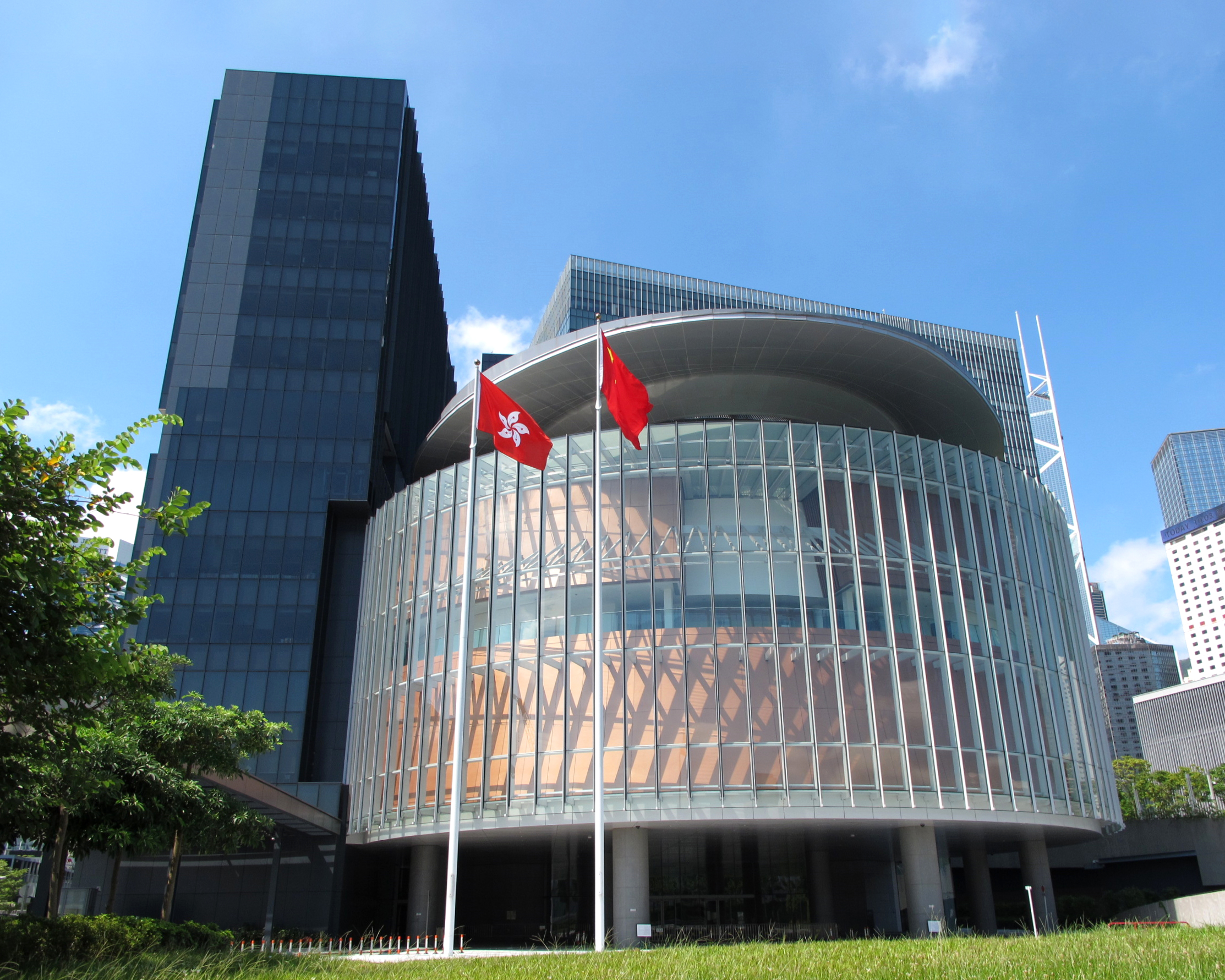
Комплекс Законодавчої ради
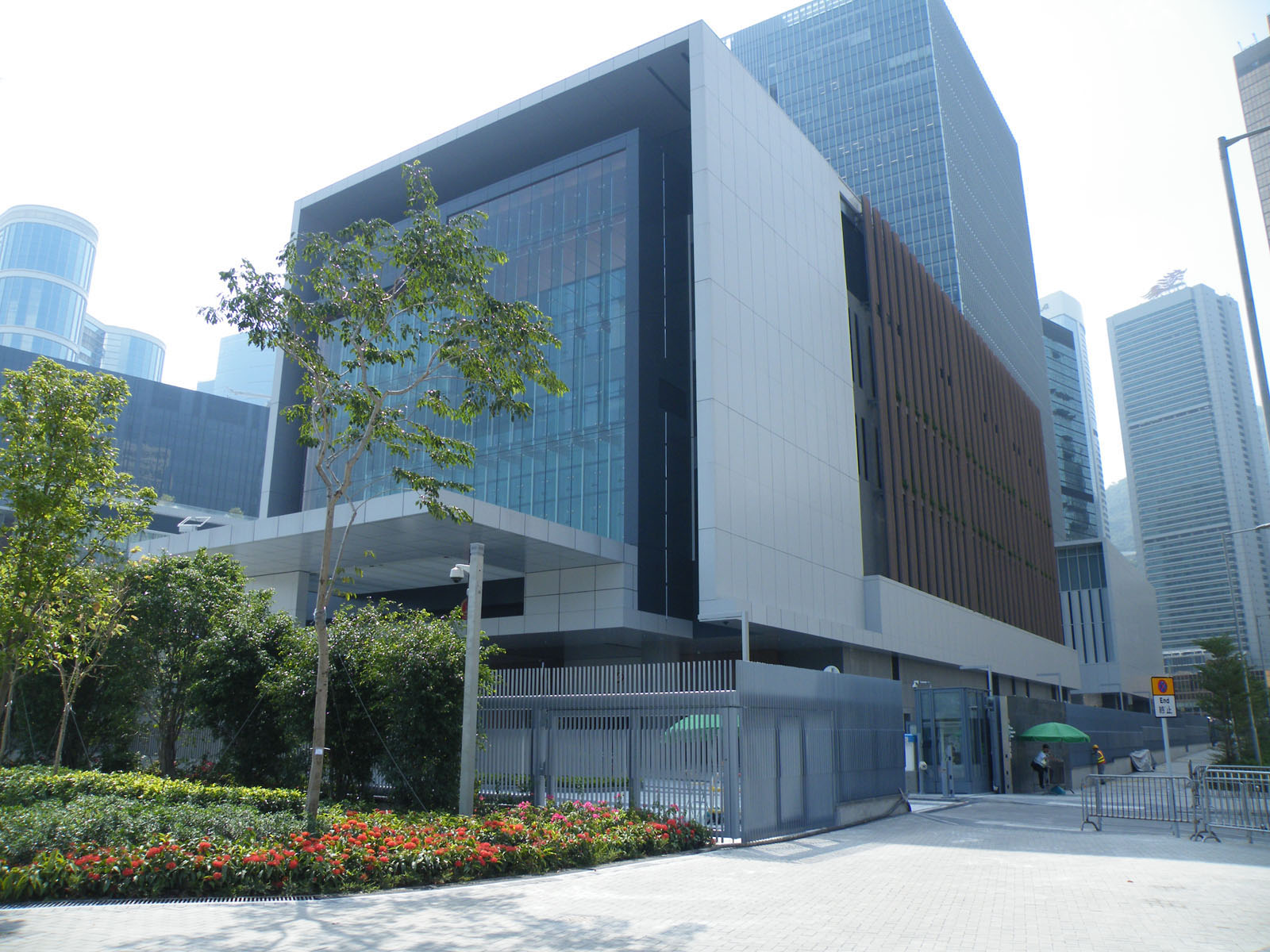
Офіс мера Гонконга
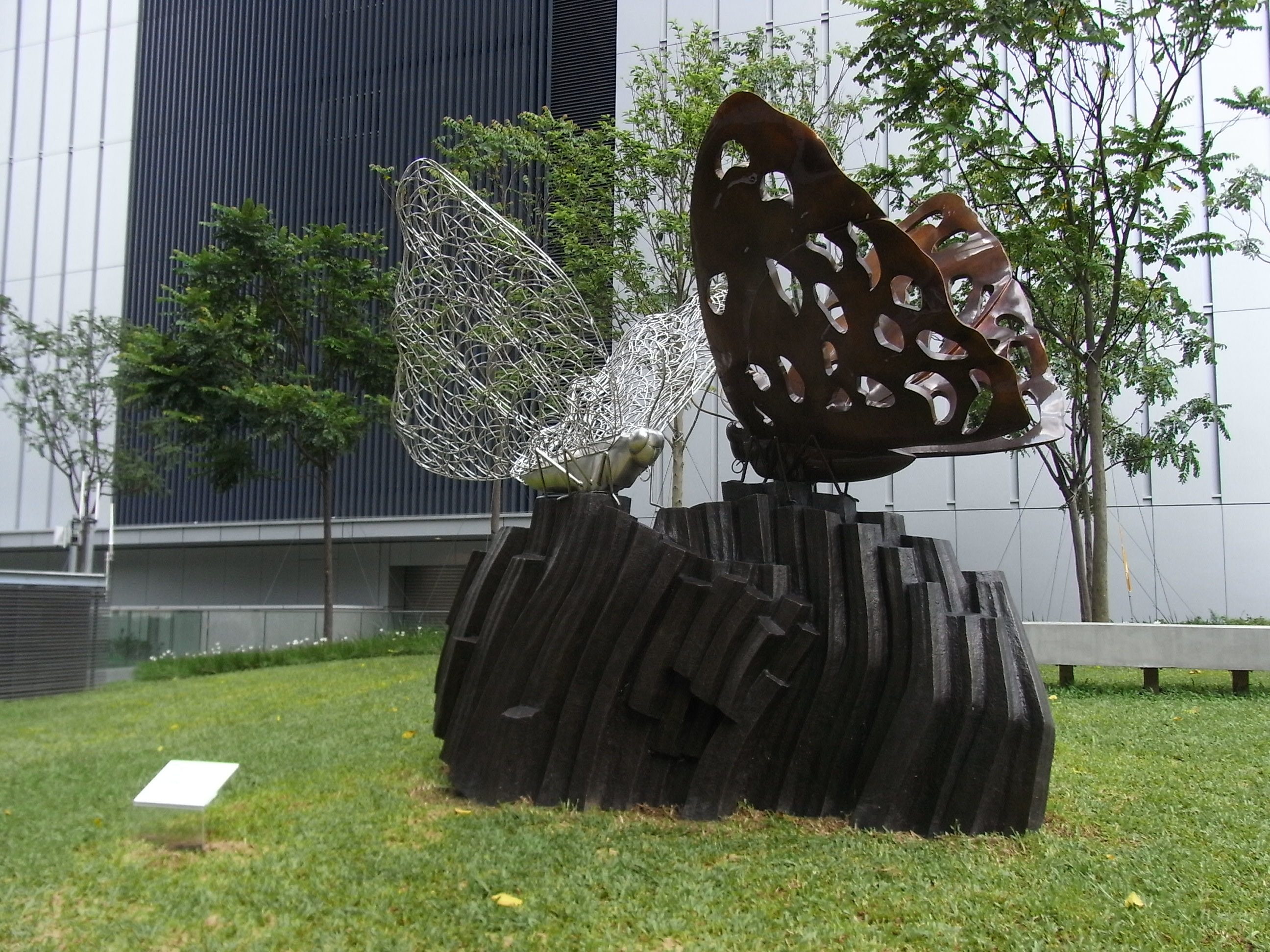
Скульптура в парку

Проєкт урядового комплексу й парку Тамар відзначено низкою престижних архітектурних нагород. Він став переможцем конкурсу дизайну і будівництва 2008 року (Design and Build Competition), отримав срібну нагороду Skyrise Greenery Awards 2012 року, завоював щорічну премію Департаменту архітектури Гонконгу 2013 року (ArchSD Award), потрапив у короткий список премії Міжнародного союзу архітекторів 2014 роки за «Привітність загальнодоступного місця», отримав глобальну премію 2014 роки за передовий досвід від американського Інституту урбанізованих територій (Urban Land Institute).

## Концепція
Концепція проєкту урядового комплексу й парку втілює чотири основні теми: відкритість («двері завжди відкриті»), задоволення («земля завжди зелена»), стійкість («небо буде синім») і зв'язок («люди будуть пов'язані»). Проєкт втілює відкритість і сприйнятливість Гонконгу до нових ідей і різних культур, а арка Центрального урядового офісу («відкриті двері») символізує місто, яке пишається своєю прозорістю управління й відкритістю людям.
Парк з його рослинністю перебуває в центрі уваги, а архітектура відіграє допоміжну роль, виконуючи завдання підкреслити верховенство зеленого простору. Арка («двері») як би поступається першістю природі і ландшафту. «Зелений килим» парку з'єднує місто та бухту через арку Центрального урядового офісу. Завдяки своїм об'єктам (дворик скульптур, сад і площа Законодавчої ради, амфітеатр, куточок Тамар) парк приносить задоволення відвідувачам і прикрашає їх дозвілля.
Урядовий комплекс і парк демонструють прагнення до сталого («зеленого») світу і охорони довкілля. Квартал Тамар символізує більш чисте майбутнє з акцентом на довгострокове проєктування, яке сприяє поверненню до «голубого неба». Розташування будівель і відкритого простору парку, а також конструкція Центрального урядового офісу у вигляді арки дозволяють потокам свіжого повітря вільно циркулювати з пагорбів до моря, а сонячним променям проникати в квартал з південного боку. Крім того, новаторський дизайн фасадних систем також дозволяє істотно збільшити стійкість довкілля.
Дизайн парку і урядового комплексу («дизайн для людей») дозволяє відвідувачам зустрічатися і спілкуватися в одному місці. Дизайн пов'язує між собою основні зелені вузли Гонконгу (від Гонконзького парку і Адміралтейських садів до прибережного променаду). Щоб збільшити цю зв'язаність, комплекс Законодавчої ради і офіс голови Гонконгу розташовані по сторонах парку, на осях східного і західного крила Центрального урядового офісу. Таким чином, всі компоненти урядового комплексу обрамляють парк і повернені до узбережжя, що створює єдність і цілісність всього проєкту.

## Географія
Парк Тамар розташований у центральному районі Адміралтейство. З півночі парк і комплекс урядових будівель, що становлять єдиний ансамбль, обмежені променадом, прокладеним уздовж берега бухти Вікторія, зі сходу — вулицями Тіммей-авеню і Легіслейтів-конс-роуд, з півдня — вулицями Коннаут-роуд-сентрал і Харкорт-роуд, з заходу — вулицею Тімва-авеню. У середній частині парк Тамар перетинає Лунво-роуд, що проходить по невеликому автомобільному тунелю.

### Транспорт
Південніше Центрального урядового офісу розташована станція гонконзького метрополітену Адміралтейство (на ній можна сісти на потяги ліній Айленд і Чхюньвань). Між станцією метро і урядовим комплексом над вулицею Коннаут-роуд-сентрал прокладений пішохідний перехід. На прилеглих до парку вулицях пролягають різні рейсові маршрути міських автобусів і мікроавтобусів (головні зупинки — на Харкорт-роуд і Тіммей-авеню). На сусідній Лунвуй-роуд є стоянка таксі. За променадом Центрального і Західного округу можна потрапити на Центральні поромні пірси, розташовані перед Міжнародним фінансовим центром.

## Рослинність
Згідно з планом в парку Тамар, вздовж узбіч вулиць і навколо урядових будівель висаджено близько 400 дерев. Декоративні чагарники є навколо дворика зі скульптурами і водойми з ліліями (формально водойма належить до комплексу Законодавчої ради). У парку зустрічаються різні види мелієвих (в тому числі Chukrasia tabularis), магнолієвих (в тому числі Michelia chapensis), лаврових (в тому числі камфорне дерево і Cinnamomum burmannii), тутових (в тому числі фікус Бенджаміна і фікус дрібноплідний, або китайський баньян — Ficus microcarpa), філлантових (в тому числі Phyllanthus myrtifolius), бобових (в тому числі Bauhinia blakeana і Phanera variegata), елеокарпових (в тому числі Elaeocarpus hainanensis), кутрових (в тому числі плюмерія), даваллієвих (в тому числі Nephrolepis auriculata). Фікус Бенджаміна використовується для організації живоплотів, Chukrasia tabularis і Michelia chapensis служать для утворення зон з тінню, газони засіяні Axonopus compressus.

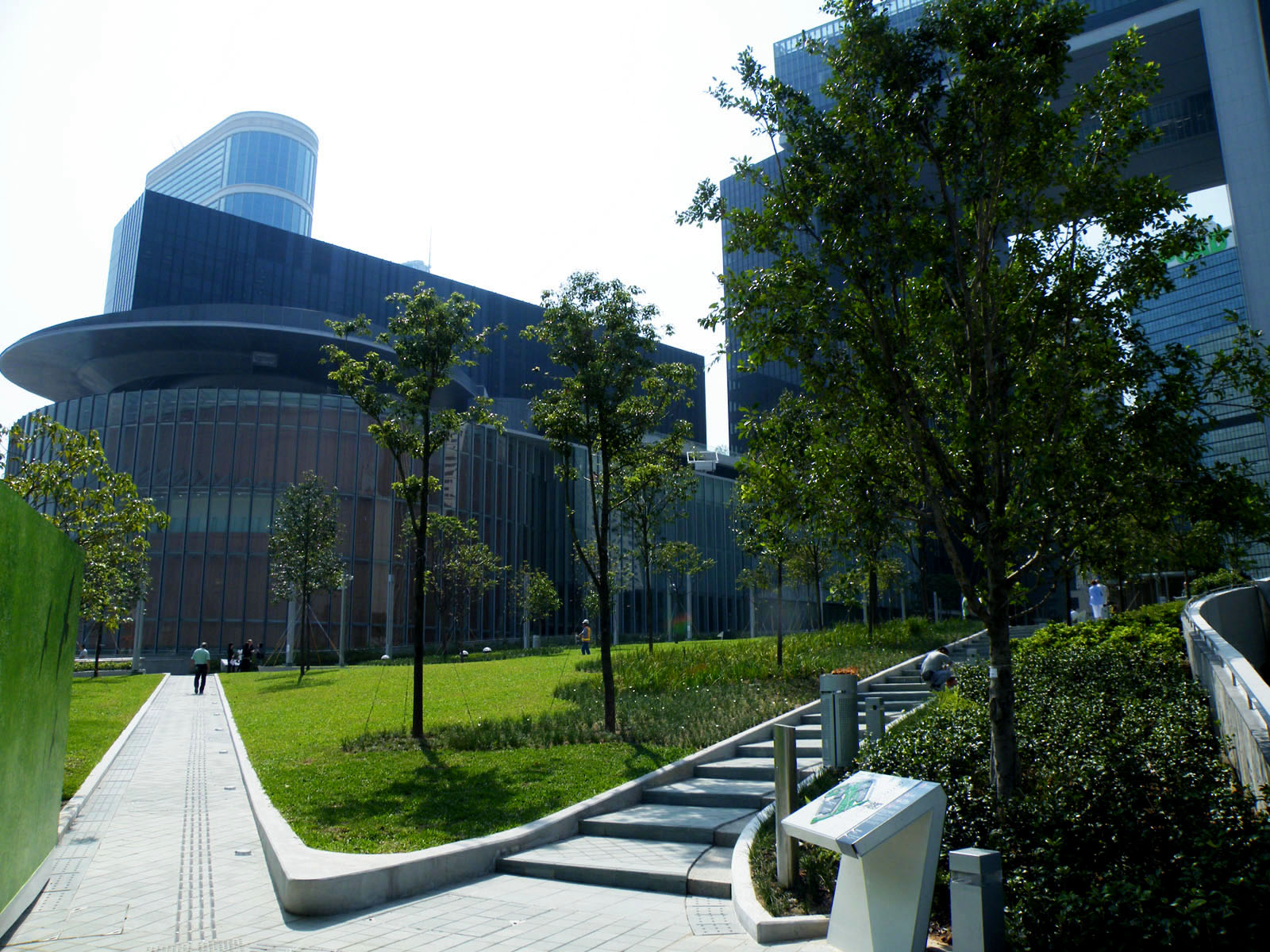
Газон і дерева
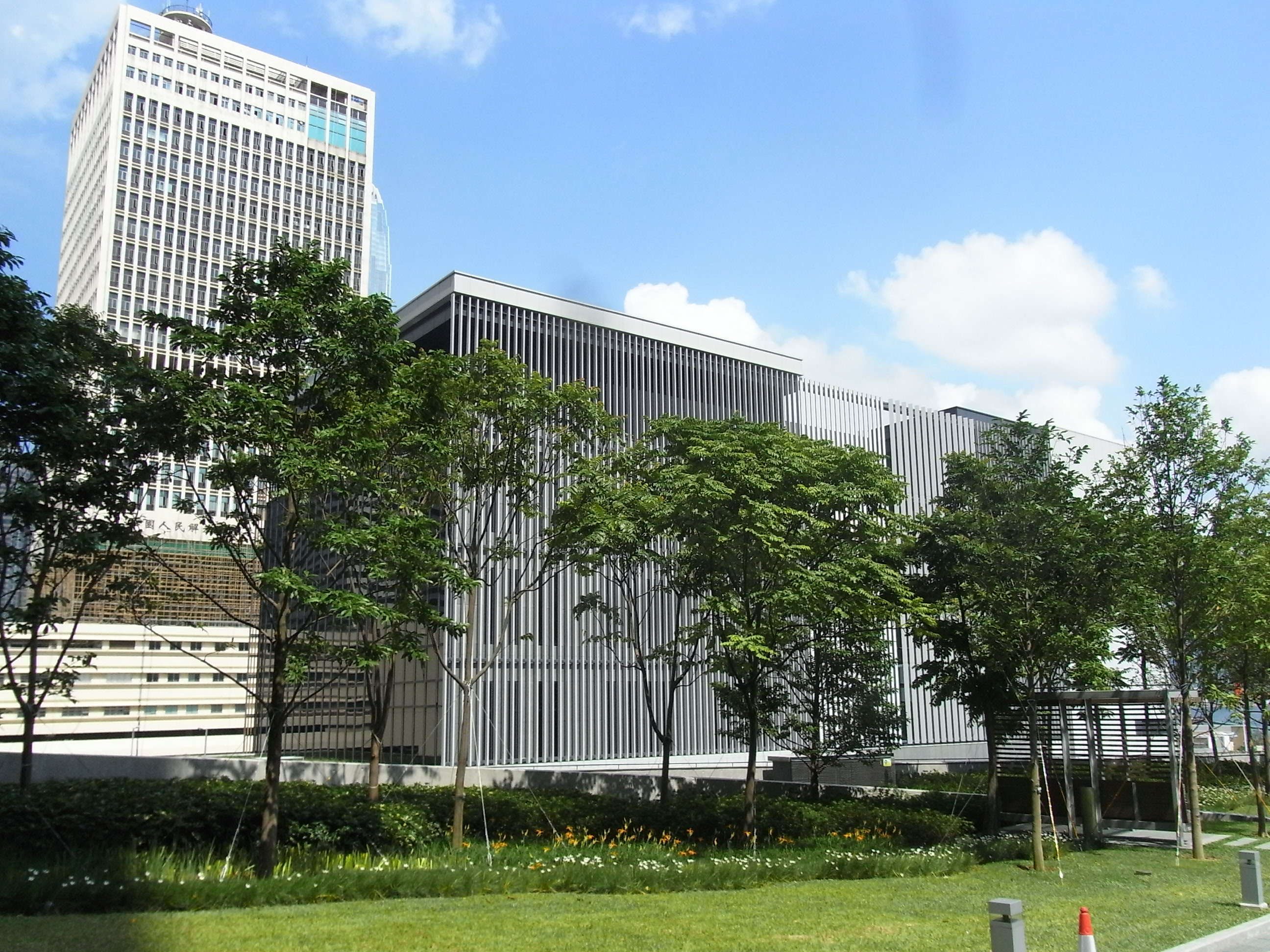
Зона тіні і альтанка
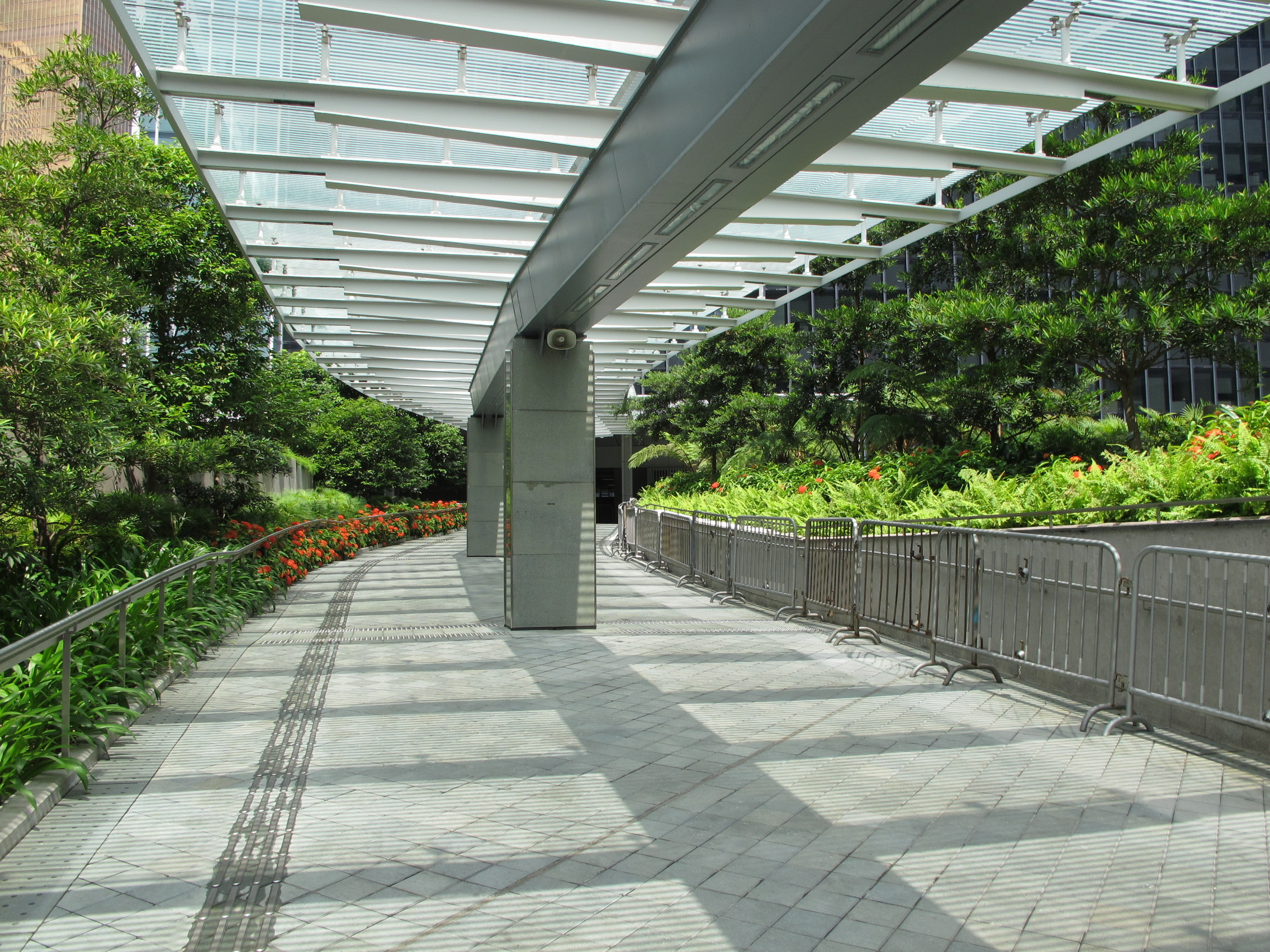
Пішохідний міст
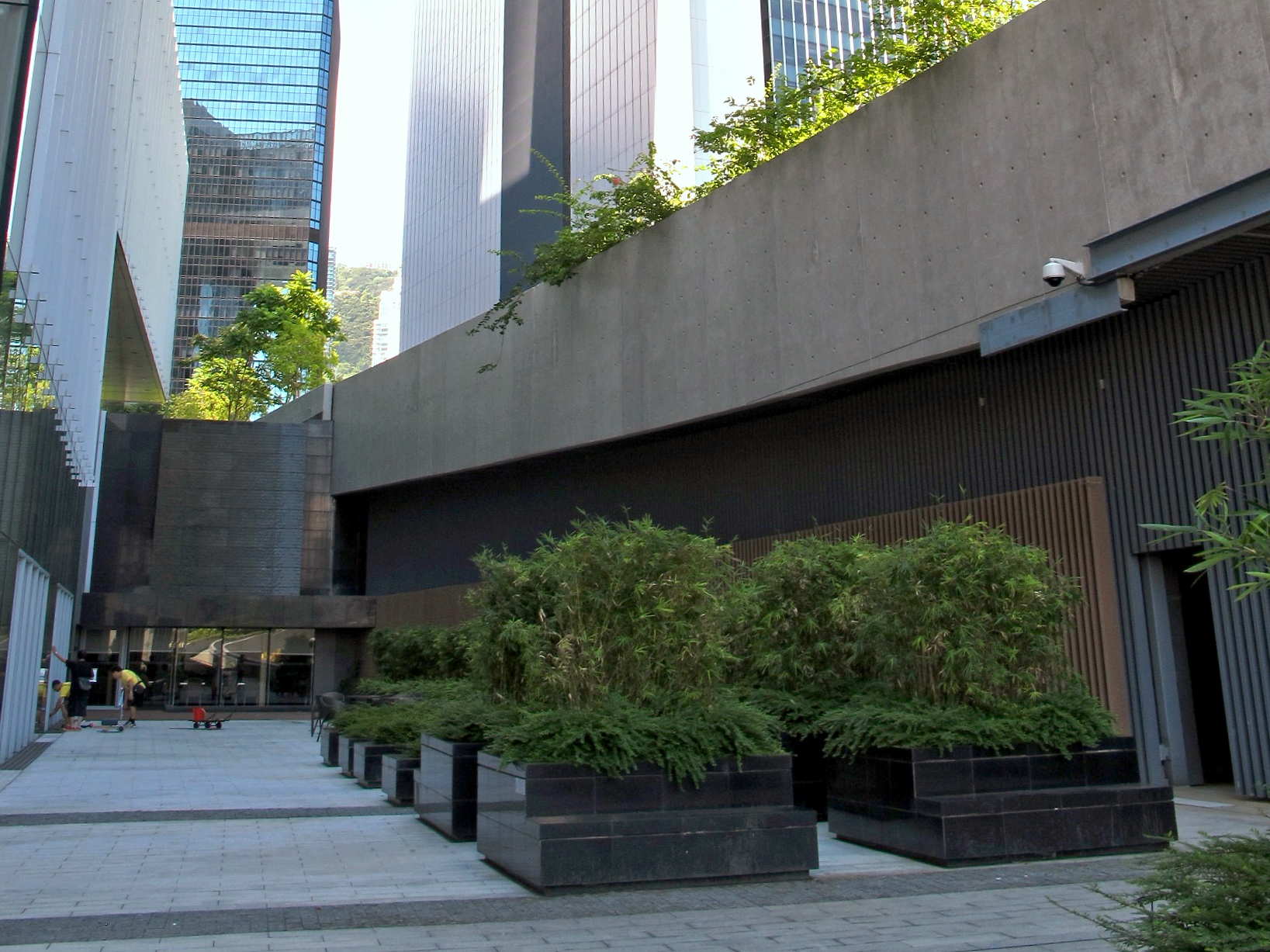
Внутрішній сад

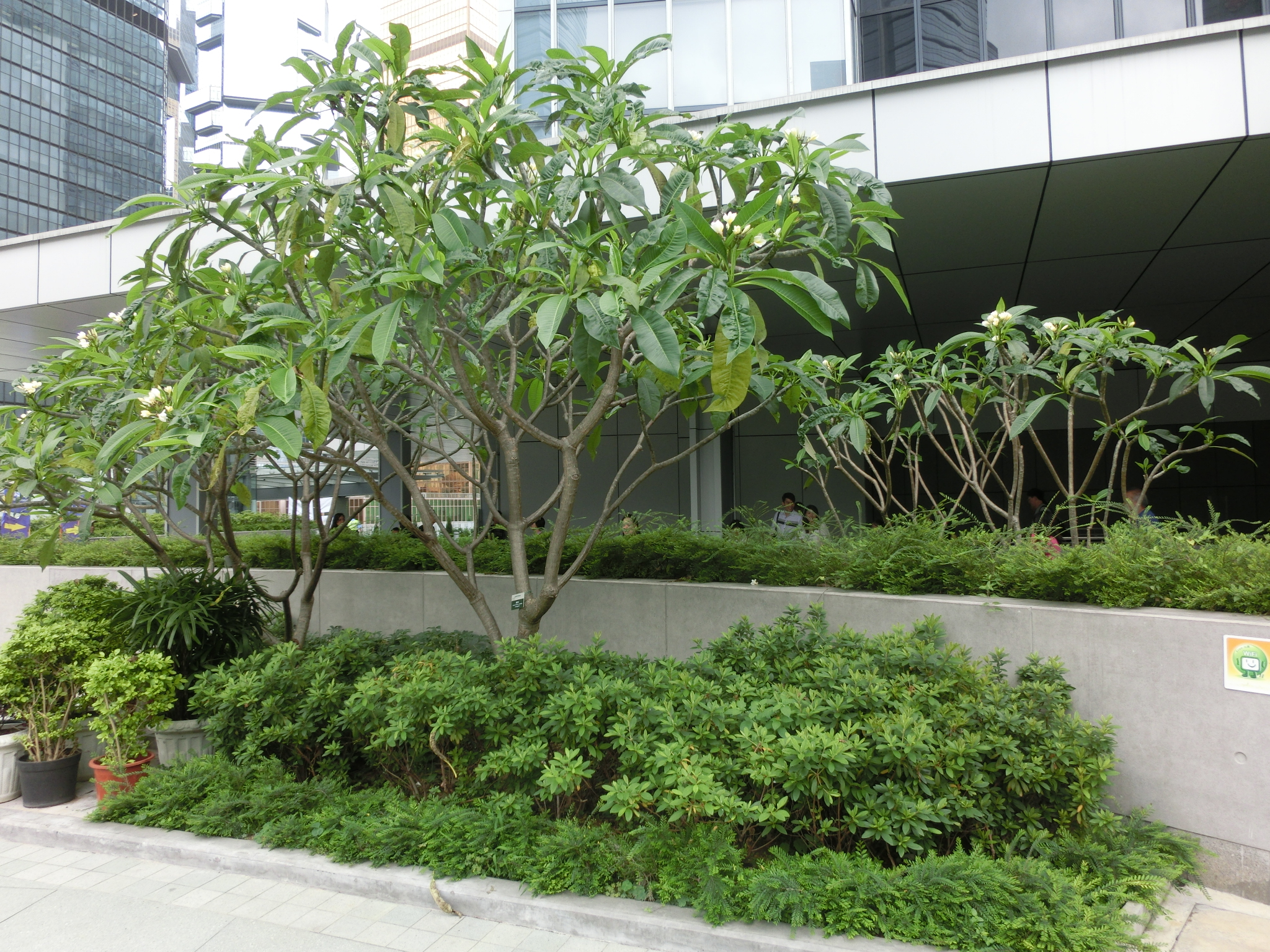
Плюмерія
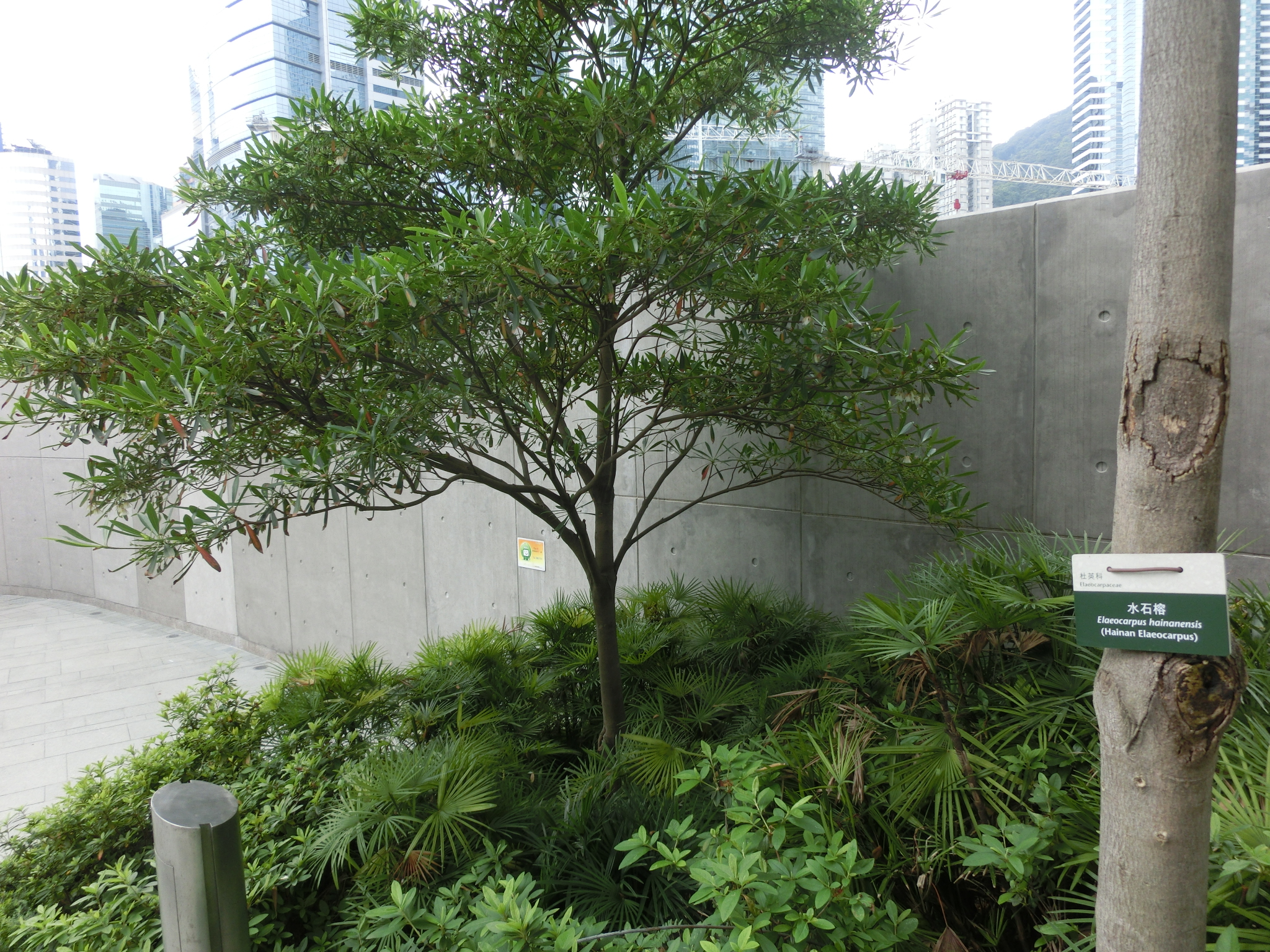
Elaeocarpus hainanensis
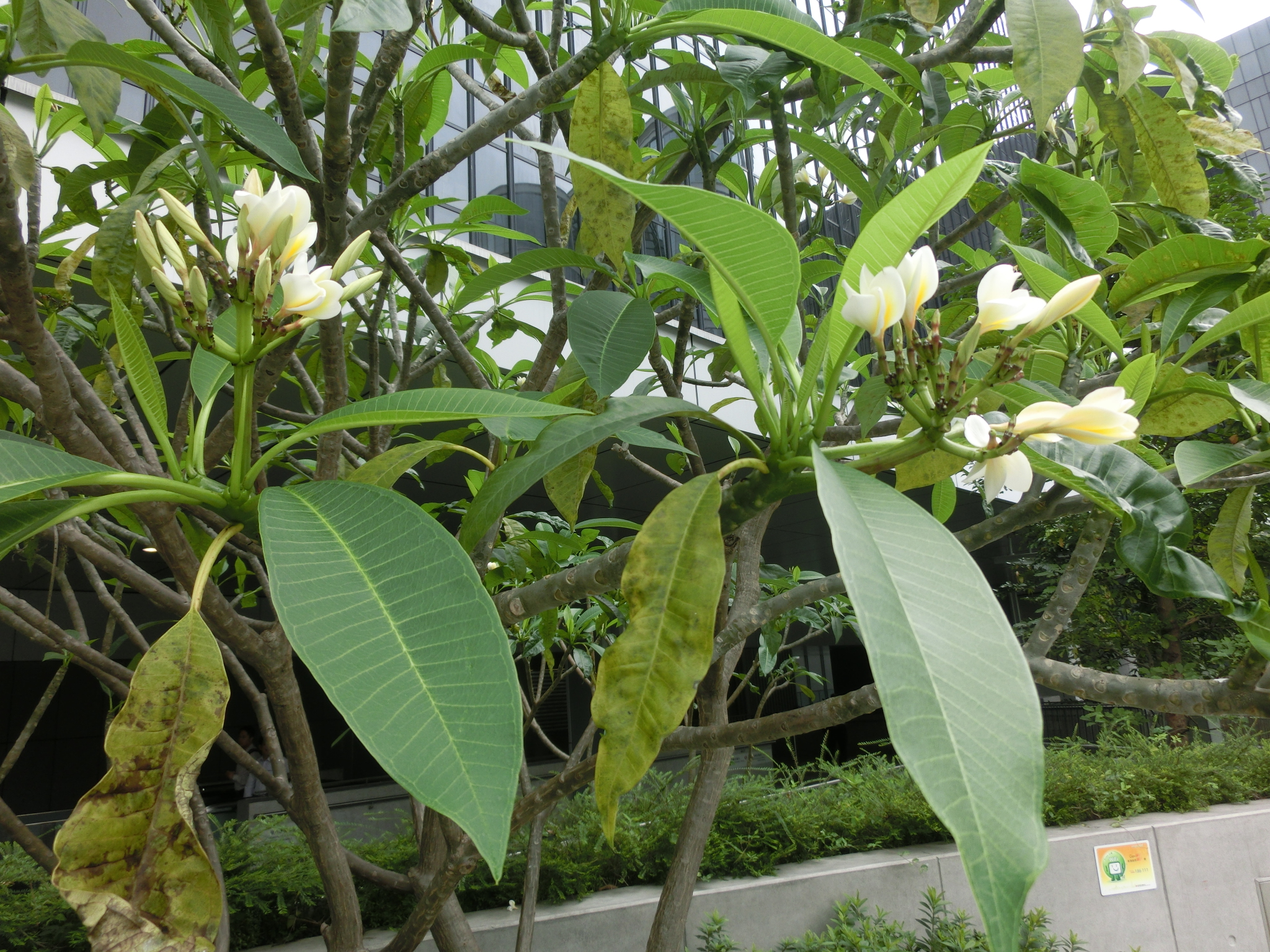
Цвітіння плюмерії
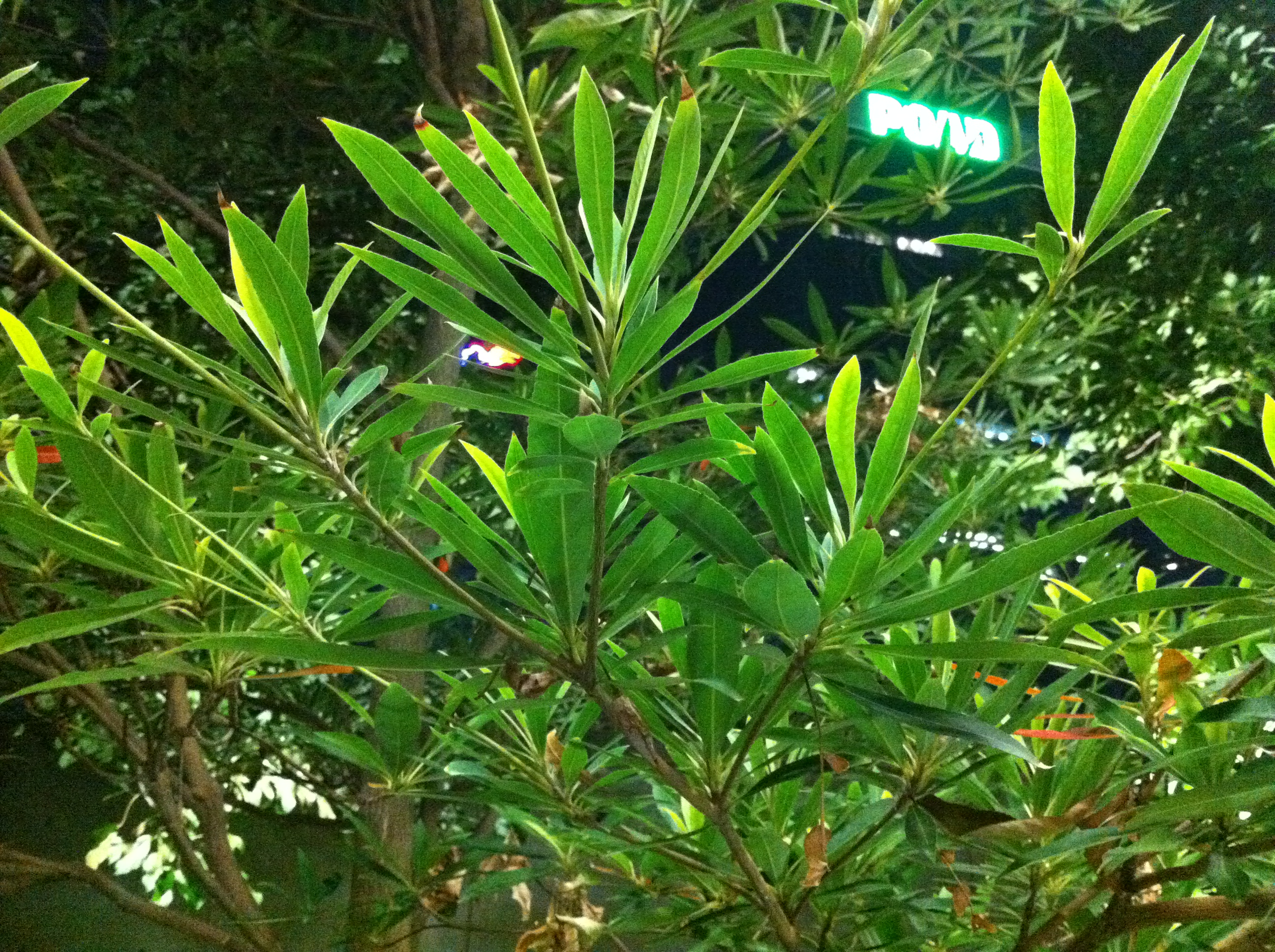
Elaeocarpus hainanensis

## Об'єкти парку
До відкритих об'єктів парку належать сад з деревами та чагарниками у вигляді клумб і живоплоту, великі газони («зелені килими») з лавками і критими альтанками, амфітеатр, куточок з декоративними рослинами, бетонна «плавуча платформа» овальної форми, водойми у вигляді ставків і фонтанів. Амфітеатр розрахований на 240 осіб і призначений для проведення різних культурних і розважальних заходів. Також у парку є кафе з великою верандою, громадські туалети та кімнати догляду за дитиною.

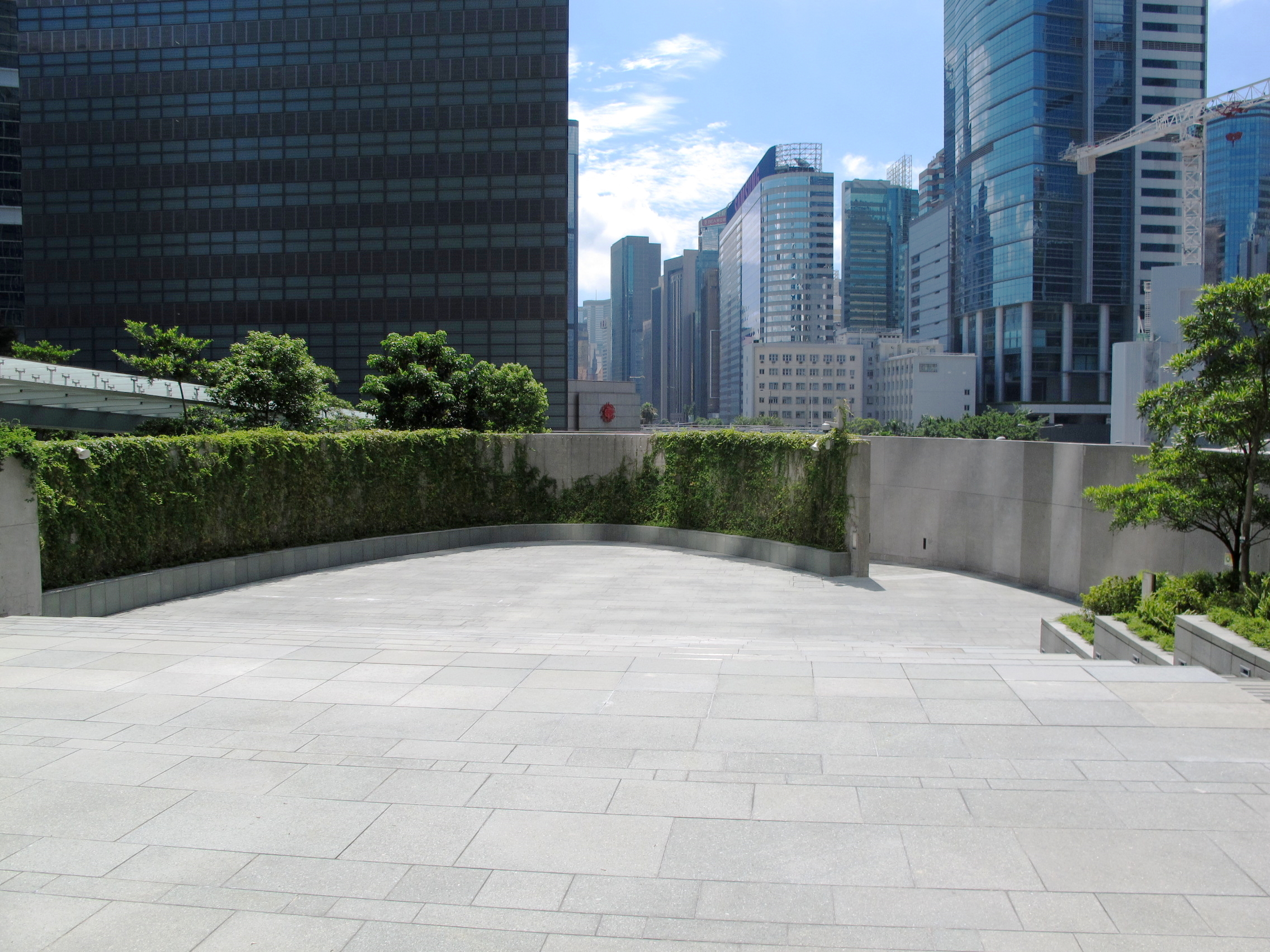
Амфітеатр
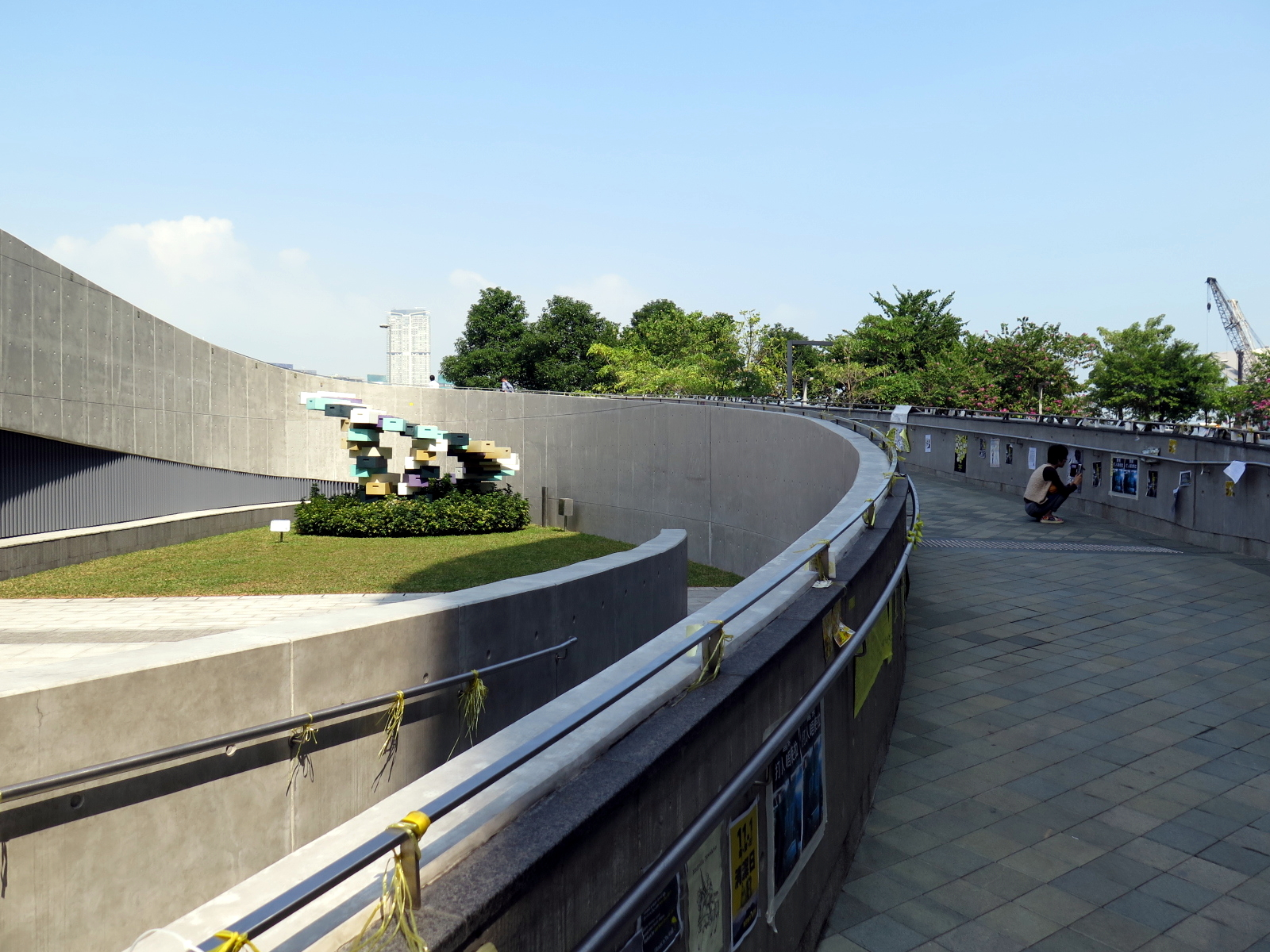
Дворик скульптур
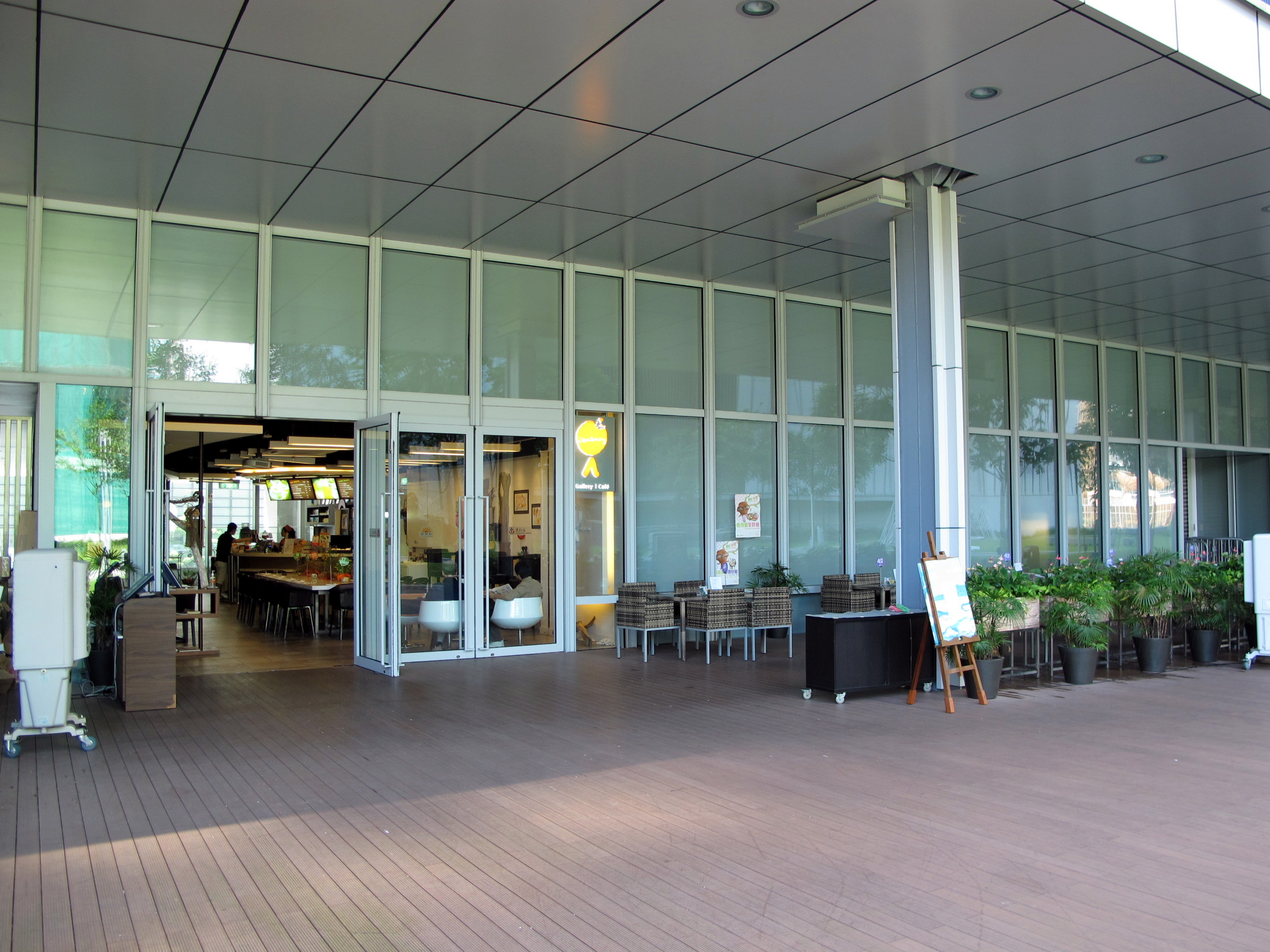
Кафе
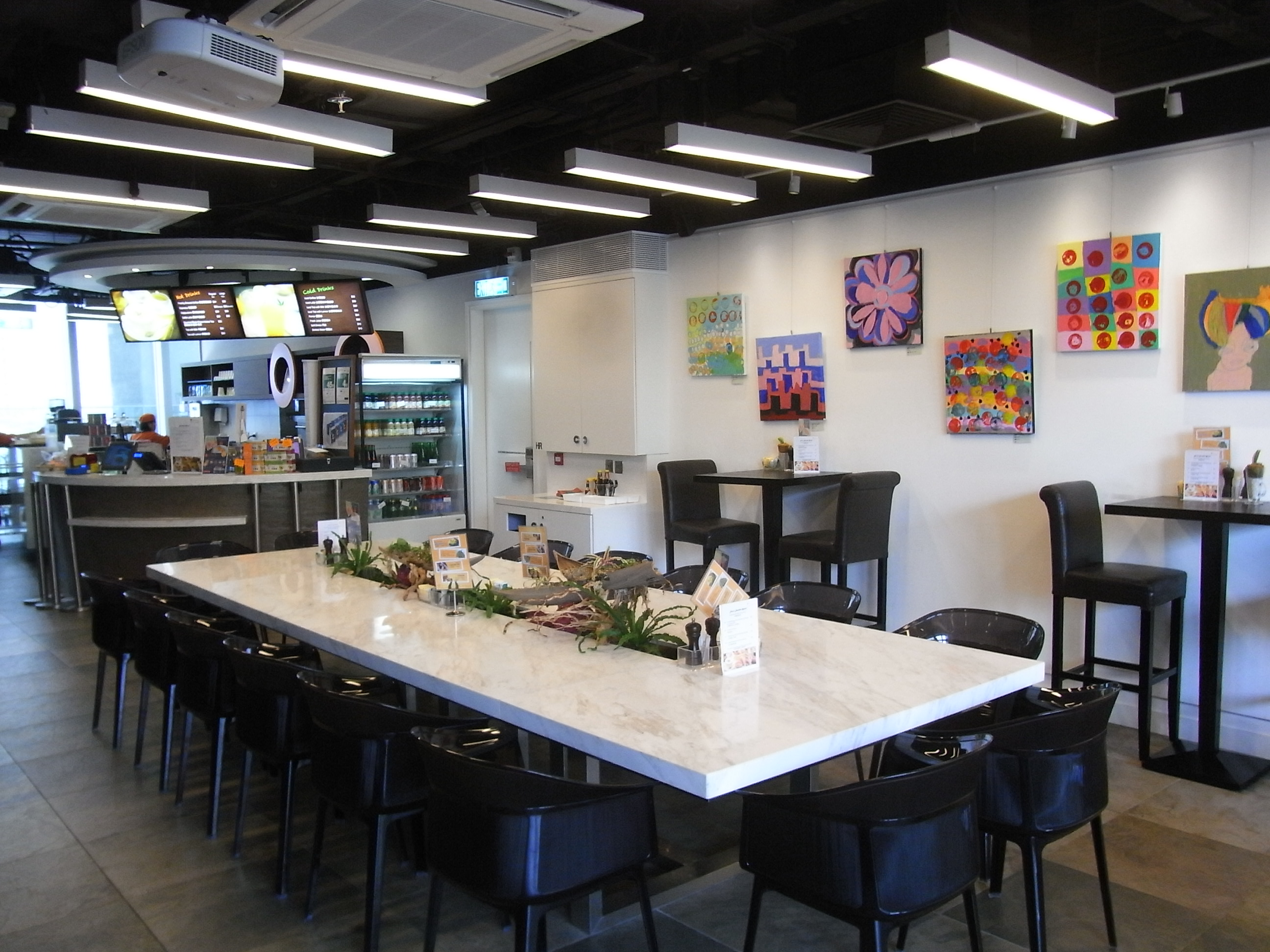
Кафе

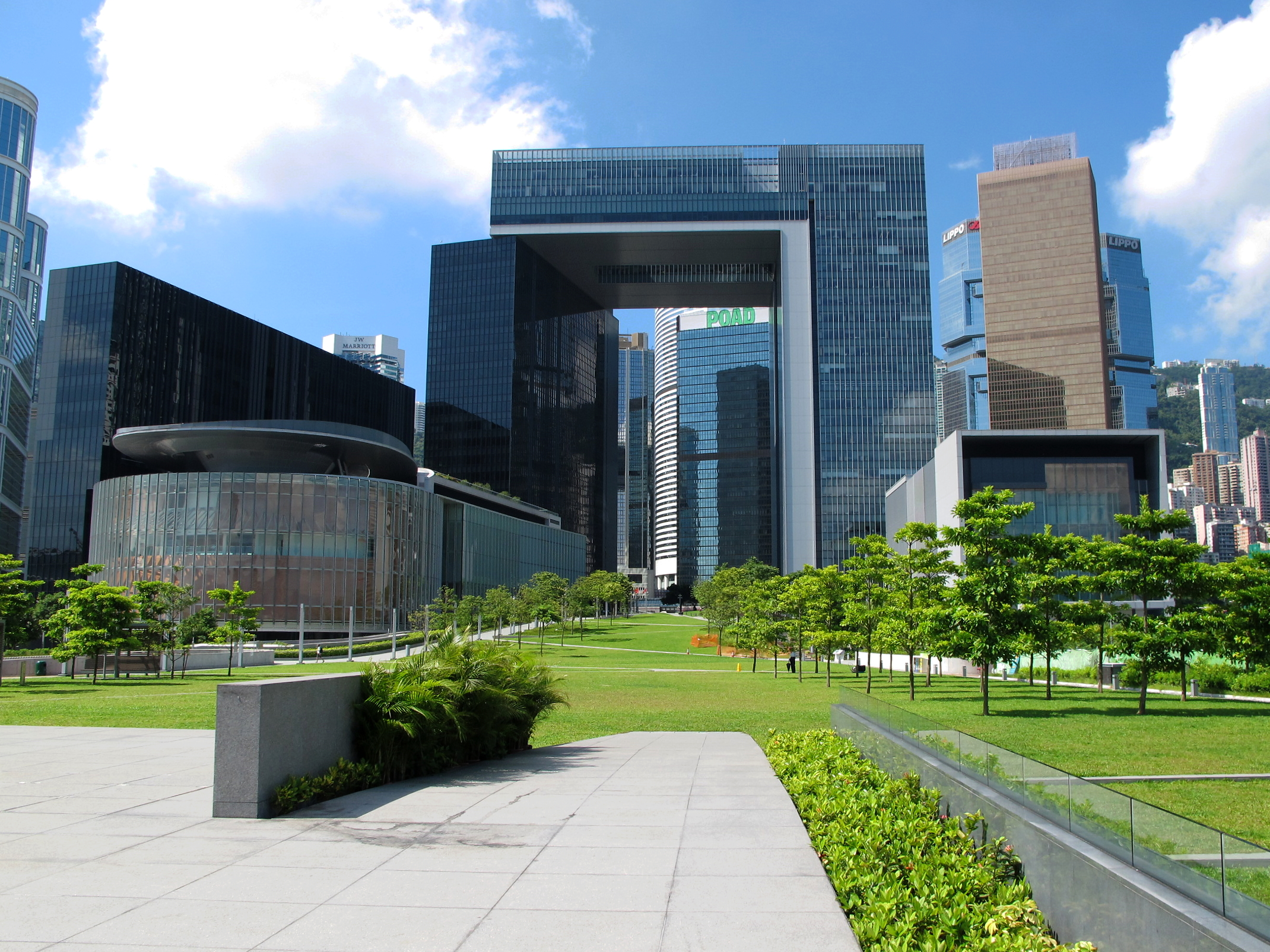
Парк з півночі

З півдня до парку Тамар примикає Центральний урядовий офіс, зі сходу — комплекс Законодавчої ради, із заходу — офіс голови Гонконгу.
У 2011 році з кількох адміністративних будівель, розкиданих по Гонконгу, урядові установи були перенесені в Центральний урядовий офіс. Його будівництво вели гонконзькі компанії Gammon Construction (входить до складу Jardine Matheson) і Hip Hing Construction (входить до складу New World Development). Будівлю у вигляді величезної арки або «відкритих дверей» з елементами постмодернізму спроєктувало архітектурне бюро Rocco Design Architects. У 27-поверховому офісному комплексі базуються різні установи, в тому числі Бюро фінансових послуг, Бюро торгівлі та економічного розвитку, Бюро внутрішніх справ, Бюро конституційних і материкових справ, Бюро праці та добробуту, Бюро громадянських послуг, Бюро транспорту та житла, Бюро продуктів і охорони здоров'я, Бюро довкілля, Бюро освіти, Бюро безпеки, офіси головного секретаря і фінансового секретаря Гонконгу.
Парк Тамар слугує єднальним елементом на осі між містом, Центральним урядовим офісом і прибережним променадом.
Комплекс Законодавчої ради складається з напівкруглого блоку ради та вищого 10-поверхового офісного блоку, до яких примикають сад і невелика площа. Дизайн екстер'єру та інтер'єру комплексу покликаний символізувати незалежність і прозорість Законодавчої ради Гонконгу. Комплекс побудований з використанням енергозберігаючих та безпечних для довкілля матеріалів. Блоки включають в свій склад великий зал засідань ради з верхнім ярусом для преси і громадськості, п'ять конференц-залів для відкритих і закритих засідань комітетів ради, пресцентр, бібліотеку, архіви, освітні галереї, дитячий куточок і інші службові приміщення. Офіс голови Гонконгу, як і інші частини урядового кварталу, почав свою роботу в серпні 2011 року.

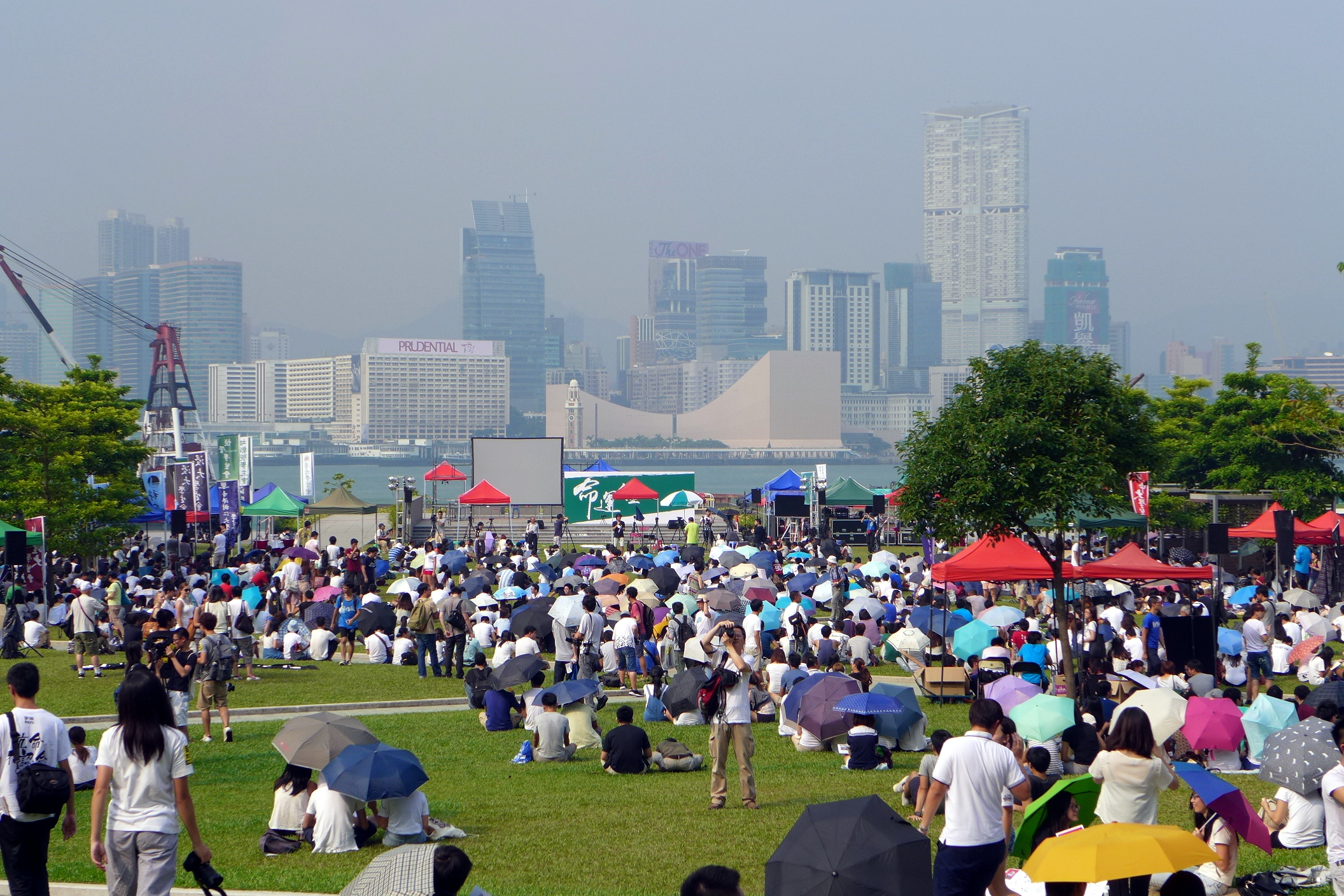
Кампанія бойкоту в 2014 році

## Події
Парк Тамар є місцем проведення численних демонстрацій протесту, мітингів і політичних зібрань. У вересні 2014 роки саме тут відбулися студентські виступи, які незабаром переросли в масові протести 2014—2015 років.
Спочатку місцеві студенти, незадоволені політичним курсом пекінської влади щодо Гонконгу, бойкотували навчальні класи. Коли Пекін відхилив вимоги опозиції про вільні вибори глави міста, студенти влаштували пікет в парку Тамар. Після перших сутичок між студентами і поліцією і масових арештів опозиціонерів протести вийшли за межі урядового комплексу Тамар і поширилися на всі центральні квартали Гонконгу. Рух стало відомо як «Occupy Central» (від фінансового району Центральний) або «Революція парасольок».